# Río Boite
El río Boite es un corto río de montaña del norte de Italia, uno de los  afluentes de la margen derecha del  río Piave.
Nace en la localidad de Campo Croce a una altitud de 1800 metros, atravesando los municipios de Cortina d'Ampezzo, San Vito di Cadore, Borca di Cadore, Vodo di Cadore, Valle di Cadore para desembocar en el río Piave en Perarolo di Cadore. En su curso recibe numerosos torrentes, de los cuales el mayor es el torrente Rite de Cibiana di Cadore. En su  curso se han construido varias presas, como los lagos artificiales de Vodo y Valle di Cadore.
El torrente da también nombre a la Comunità Montana que reúne a todos los pueblos antes citados a excepción de Valle y Perarolo di Cadore.
- Datos: Q839375
- Multimedia: Boite River / Q839375